# راي هاتشيسون
راي هاتشيسون هو محامي وسياسي أمريكي، ولد في 16 سبتمبر 1932، وتوفي في 30 مارس 2014 في دالاس في الولايات المتحدة. نشط حزبياً في الحزب الجمهوري. وقد انتخب عضو مجلس نواب تكساس ‏.